# Клеопин, Никифор Герасимович

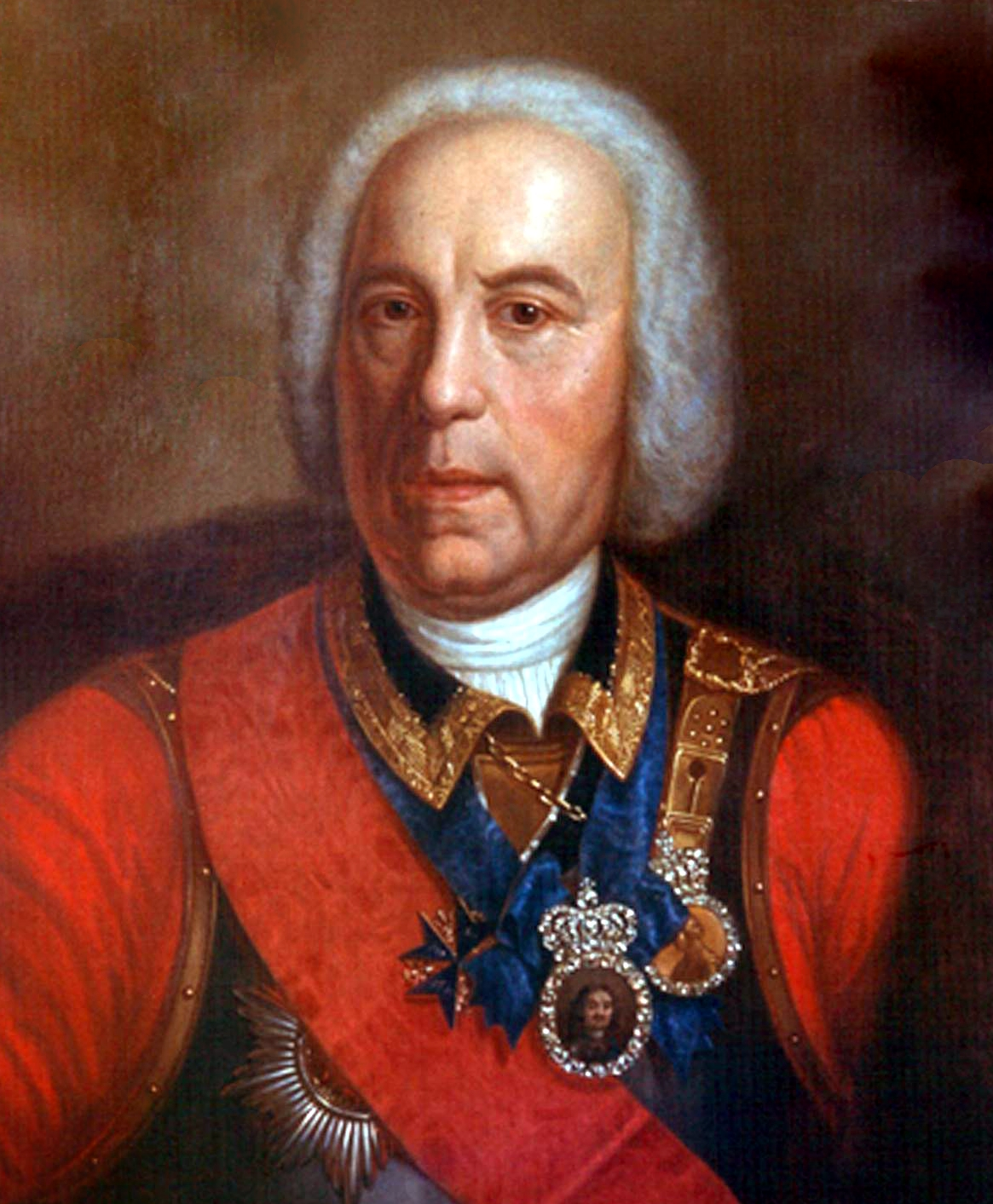
В. И. де Геннин, наставник и руководитель Н. Г. Клеопина

Ники́фор Гера́симович Клеопин (1700, Сушани — после 1771) — российский горный инженер, металлург, потомственный дворянин. Известен как помощник и ученик В. И. де Геннина, организатор горного дела на Урале и один из основателей и строителей Екатеринбурга. В разные периоды командовал строительством Синячихинского, Колывано-Воскресенского, Сылвинского, Кушвинского, Верхнетуринского, Ирбинского и Луказского заводов. В 1731—1732 и 1744—1745 годах руководил проведением караванов с продукцией Уральских металлургических заводов.
В 1745—1754 и 1756—1758 годах занимал пост Первого члена правления Уральской горной администрации, фактически исполняя обязанности Главы администрации. Клеопин руководил ведомством более 10 лет и в итоге уступил по общему стажу только де Геннину. В 1750-х годах Клеопин был одним из организаторов золотодобывающей промышленности на Урале, с его участием строились Уктусская и Берёзовская золотопромывальные фабрики.
В 1761 году ушёл в отставку в чине коллежского советника.

## Биография
Родился в 1700 году в селе Сушани Новгородского уезда в семье потомственных дворян. Отец, Герасим Степанович, владел несколькими деревнями и сёлами. В 1715—1716 годах Никифор учился в Московской школе математических и навигационных наук. В 1716 году по протекции В. И. де Геннина, обратившего внимание на молодого дворянина во время смотра в Петербурге, был переведён в горную школу Петровского завода. В 1721 году Клеопин совместно с Константином Гордеевым, другим несостоявшимся морским офицером, также получившим протекцию, сопровождал де Геннина и помогал ему в надзоре за строительством Сестрорецкого завода.

### Строительство Екатеринбургского завода (1722—1725)
«Определить Вам солдат в работы к новым заводам квартеры строить — на каждую роту по 4 избы. На работу к каждой по 10 человек, итого к 16 избам — 160 человек. Сваи бить к 4 копрам по 30, итого 120 человек. Половину прочих с переменою посылать готовить палисады к строению крепости. А где оные палисады рубить — место покажет Вам школьник Клеопин».

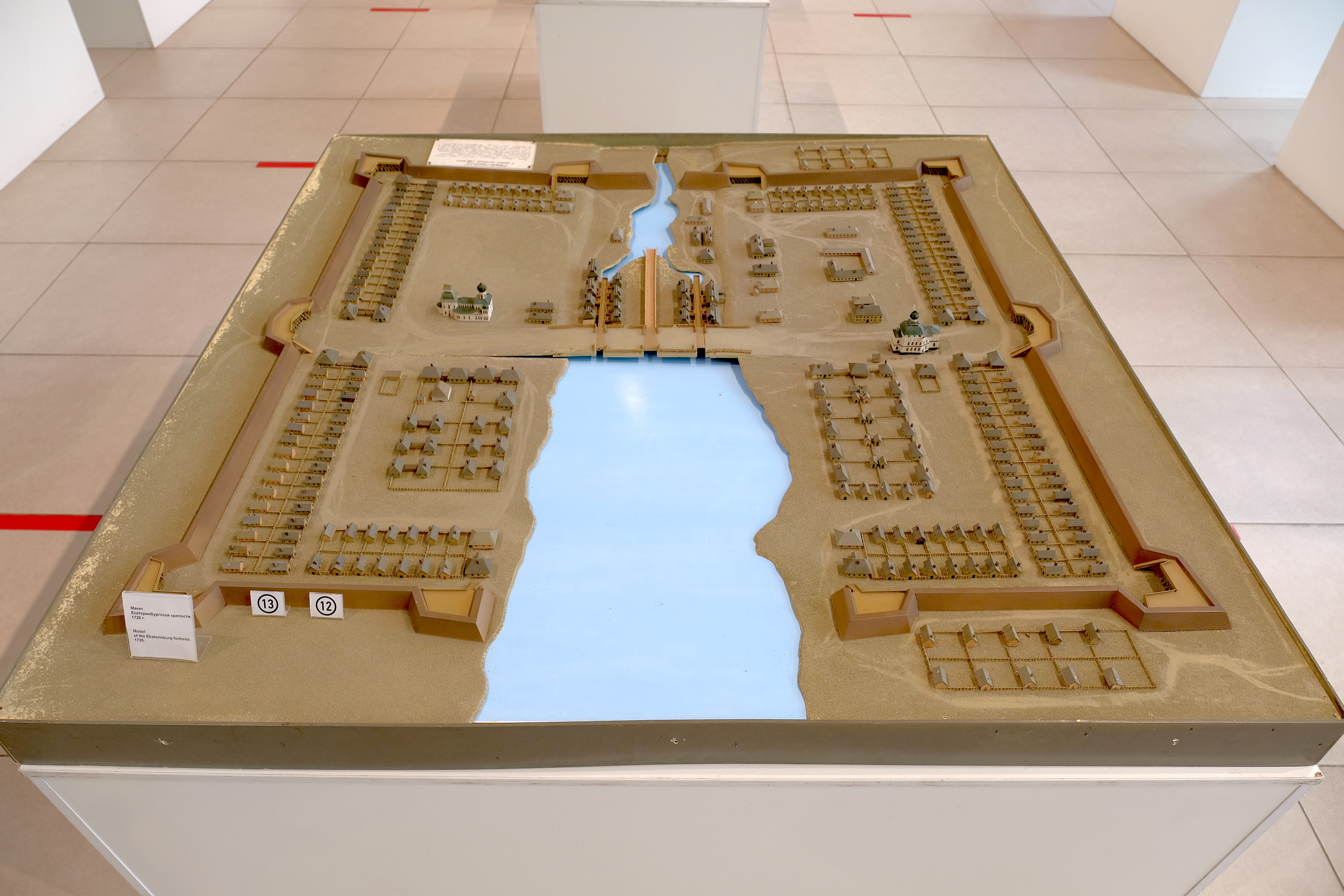
Модель Екатеринбургской крепости в Музее архитектуры и дизайна

В 1722 году Клеопин прибыл на Урал в команде В. И. де Геннина в качестве его личного порученца. В декабре того же года Клеопин и Гордеев получили от де Геннина приказ о начале строительства двух плотин на Исети. Для постройки плотин из Невьянска де Геннин вызвал Л. С. Злобина, вскоре зарекомендовавшего себя в качестве наиболее опытного плотинного мастера на Урале и пользовавшегося расположением Клеопина. В январе — феврале 1723 года Клеопин создал общий план строительства Екатеринбургского завода и крепости. В феврале — марте 1723 года по утверждённому де Генниным плану Клеопин произвёл разметку крепостной линии, участков под будущие фабрики, административные и жилые здания. В это же время Клеопин и Гордеев получили сержантские чины. С марта 1723 года в приказах де Геннина командирам солдатских отрядов, присланных на строительство, Клеопин фигурировал в качестве ответственного за планировку будущего завода и города.
В дальнейшем Клеопин совместно с К. А. Гордеевым руководил строительными работами. В октябре 1723 года и весной 1724 года Клеопин самостоятельно проводил ревизию Каменского завода. В декабре 1723 года Клеопин совместно с молотовым мастером Лоринсом Пожаровым получил указание де Геннина на поиск места под строительство нового передельного завода на Синячихе для переработки чугуна Алапаевского завода. В результате по плану Клеопина в апреле 1724 года началось строительство Синячихинского завода.
С 1724 года Никифор Герасимович являлся членом Уральской горной администрации в Екатеринбурге в чине берг-гешворена. Особым приказом де Геннина, уехавшего по делам в Казань, Клеопин и Гордеев осуществляли руководство комиссаром Екатеринбургского завода Фёдором Неклюдовым. В среде горных инженеров Клеопин считался негласным преемником де Геннина.
Летом 1724 года на стройке Клеопин получил сотрясение мозга, потеряв сознание на час. Травма привела к появлению хронических головных болей, которые сопровождали его до последних дней.

### Служба на Уральских и Сибирских заводах (1726—1740-е)
После пятимесячного отпуска в марте 1726 года Клеопина отправили на службу в Пермское горное начальство, на Пыскорский завод, в должности внештатного советчика. 1 июля приказом де Геннина Клеопин возглавил Пермский бергамт.
В 1727—1729 годах Клеопин в чине гитен-фервальтера руководил строительством Колывано-Воскресенского медеплавильного завода на Алтае, передав полномочия начальника Пермских заводов Гордееву. Завод был запущен в 1729 году, став первым металлургическим предприятием А. Н. Демидова на Алтае.

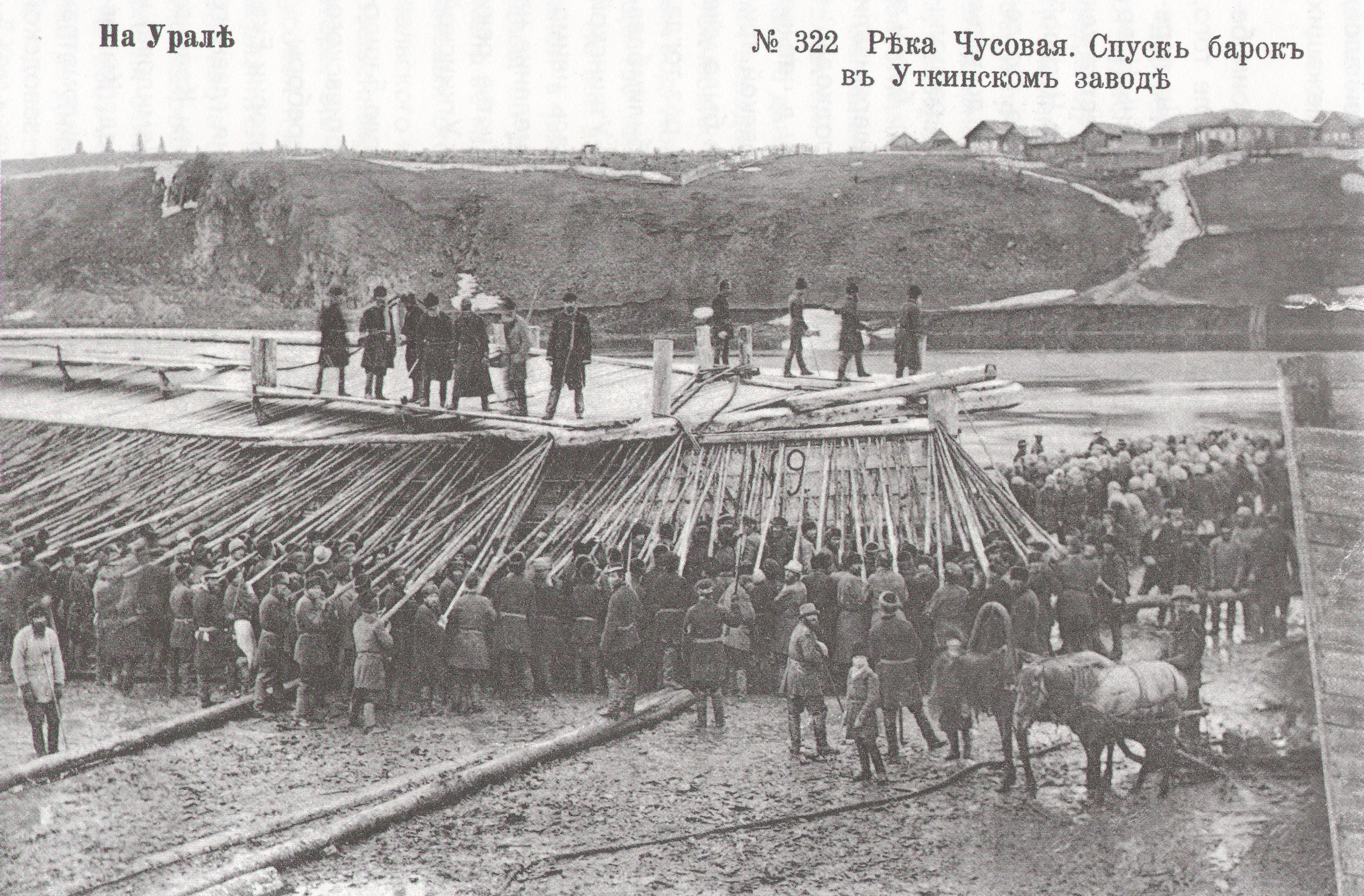
Спуск барок на Уткинской пристани (1893), фото В. Л. Метенкова

В январе 1730 года семья Клеопиных вернулась в Екатеринбург. Никифор Герасимович занял место Гордеева в Обер-бергамте, тот был вновь командирован на Пыскорский завод для командования Пермским горным правлением. Получив из Берг-коллегии приказ нанимать вольных людей на работу в железных караванах, Клеопин возглавил подготовку каравана 1731 года. К весне 1731 года потенциальные подрядчики не внушили доверия властям, поэтому исполнявший обязанности Командира Уральских горных заводов и будущий президент Берг-коллегии А. Ф. Томилов совместно с Клеопиным приняли неординарное решение провести караван до Нижнего Новгорода на средства Горного начальства. Руководителем каравана назначался Никифор Герасимович. Он командовал проведением караванов с казённой продукцией Уральских заводов в 1731—1732 годах и позднее, в 1744—1745 годах, и стал первым руководителем каравана, составившим подробное описание маршрута в виде путевых записок, которые стали ценным историческим источником. Наиболее подробно на 225 листах было описано прохождение каравана 1731 года, следующие караваны были описаны Клеопиным менее полно.
В 1732—1733 годах Клеопин с несколькими солдатами и офицерами, сопровождавшими караван 1731 года, находился под следствием из-за допущенного в пути пожара, в результате которого сгорел сундук с казной (4149 рублей серебром). В это время Клеопин был представлен к чину берг-мейстера, что было сочтено за определённое давление на следователей. В итоге Клеопин первым из уральских горных офицеров получил этот чин в свои 33 года.
В 1735 году Клеопин участвовал в строительстве Сылвинского завода. В 1735—1736 годах принимал участие в работе государственной Комиссии рассмотрения заводов и ремёсел (совместно с Бурцевым, Юдиным и Кутузовым) и Комиссии составления Горного устава.
По приказу В. Н. Татищева, сменившего в 1734 году де Геннина на посту руководителя Уральской горной администрации, Клеопин занимался реорганизацией производства серебра и свинца на Нерчинском заводе, пришедшего к 1730 году в упадок из-за халатности руководителей. Берг-коллегия, получив отчёты о снижении объёмов добычи руды, направила в Нерчинский завод екатеринбургского берг-мейстера Гейденрейха, который, прибыв на место в 1730 году, решил остановить завод и распустить рабочих. Клеопин, посетив завод в 1737 году, вернул рабочих на завод и возобновил производство. В этот период он участвовал в составлении устава Нерчинской горнозаводской школы.

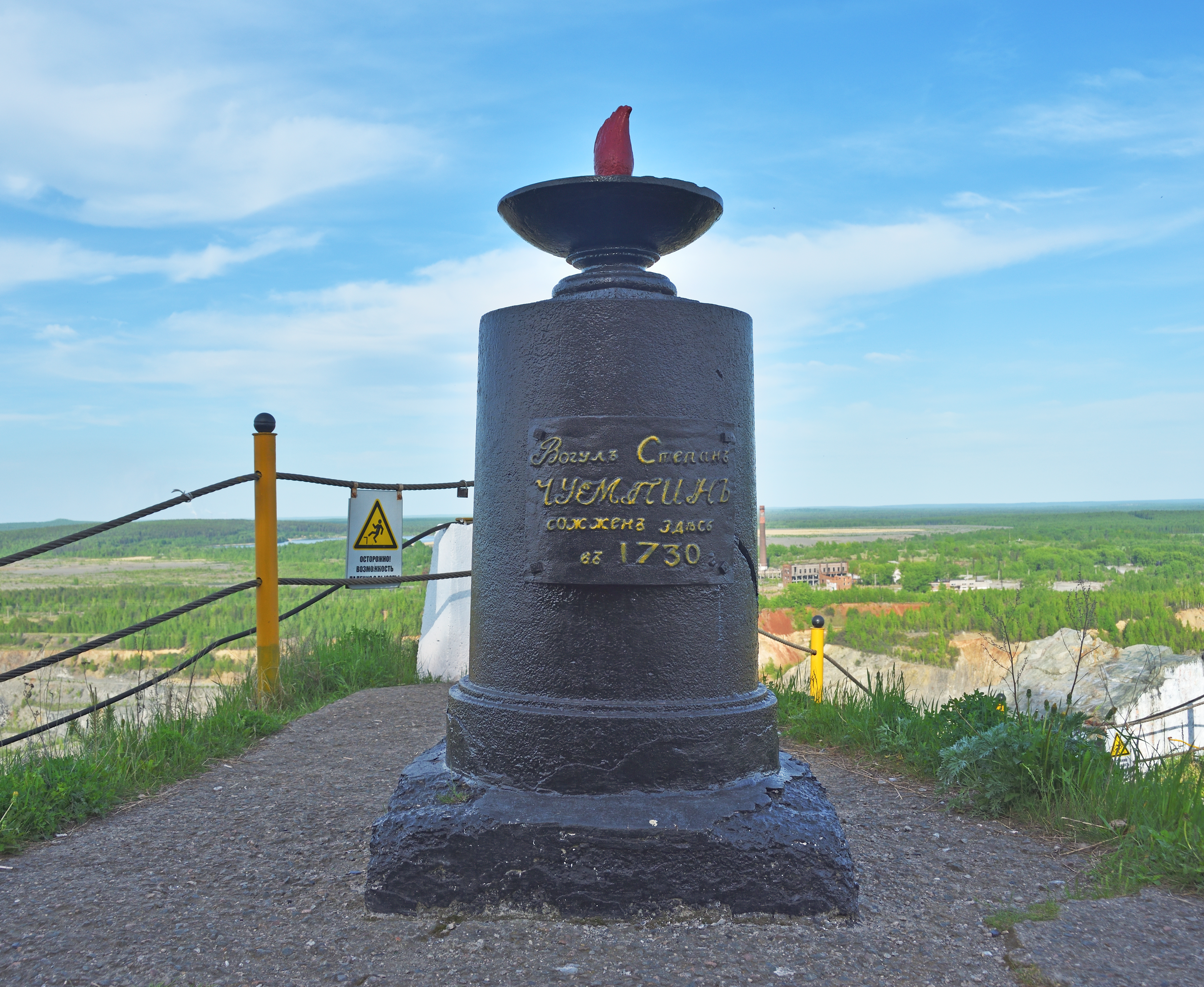
Памятник Степану Чумпину на вершине горы Благодать

В 1738—1739 годах по приказу Татищева Клеопин руководил строительством Гороблагодатских Кушвинского и Верхнетуринского железоделательных заводов. В период освоения месторождения горы Благодать Клеопин лично договаривался с местными вогулами, в большинстве своём недружелюбно настроенными к русским, о разметке дорог по оптимальным маршрутам, указании выходов руды на поверхность. В июне 1735 года Клеопин и А. Ф. Хрущёв подписали указ Главного правления о награждении Степана Чумпина за открытие месторождения. С 1739 по 1741 год совместно с Е. М. Арцыбашевым заканчивал строительство и запускал в эксплуатацию казённые Ирбинский железоделательный (запущен в феврале 1740 года) и Луказский медеплавильный заводы в Красноярском уезде. Отправленный в командировку приказом Генерал-берг-директориума в марте 1739 года, Клеопин по сути назначался командиром строящихся Красноярских заводов, становясь на одном уровне по статусу с местным воеводой. Мастеровые на заводы приезжали с Урала, рабочая сила состояла в основном из ссыльных. В период службы в Красноярском уезде Клеопин лично участвовал в нескольких геологических экспедициях, в ходе которых были обнаружены многочисленные древние разработки, в том числе подземные, и прииски, служившие подсказками для рудознатцев. На Красноярских заводах под начальством Клеопина начал горную службу его старший сын Григорий. В 1741 году в семье родился третий сын Фёдор.

### Главный командир Уральских горных заводов (1740-е — 1750-е)

Личная печать Н. Г. Клеопина

В марте 1742 года семья Клеопиных с обозом вернулась в Екатеринбург, Никифор Герасимович вернулся на службу в Уральское горное правление, считаясь главным специалистом по горному делу. В июле того же года он был представлен Берг-коллегией к чину коллежского асессора, но получил патент только в 1744 году. В 1742—1743 годах Клеопин занимался ревизией казённых Уральских заводов, отдельное внимание уделяя Гороблагодатским.
Зимой 1742—1743 года у Клеопиных умер средний сын Никифор.
В 1744—1745 годах Клеопин вновь занимался снаряжением караванов с готовой продукцией. Во время прохождения каравана в мае 1744 года в пути скончалась его супруга Наталья Ивановна. 15 января 1745 года Берг-коллегия утвердила Клеопина в должности первого члена Уральского горного правления. В отсутствие назначенного Главного командира Уральских горных заводов в 1745—1754 и 1756—1758 годах Никифор Герасимович исполнял его обязанности, номинально занимая должность первого члена правления. В 1746 году Клеопин совместно с президентом Берг-коллегии А. Ф. Томиловым объезжал казённые заводы и рудники. В команде Клеопина был мельничный мастер Иван Севостьянов, спроектировавший станки для резки и шлифовки камня. Томилов высоко оценил проекты Севостьянова и дал указание строить в Туринском заводе фабрику для обработки местного красноватого мрамора. Позднее в том же году, будучи в Екатеринбурге, Томилов приказал Клеопину начать строительство фабрики для обработки горнощитовского мрамора. Екатеринбургская гранильная фабрика начала работать в 1751 году.
В декабре 1753 года Клеопин получил чин коллежского советника с жалованьем 600 рублей в год. В дальнейшем здоровье горного командира сильно пошатнулось, что помешало его дальнейшему продвижению по служебной лестнице. Уже с конца 1740-х годов он фактически объезжал с осмотрами только заводы Екатеринбургского ведомства, а в 1750 году обратился в Берг-коллегию с отказом от дальних поездок и сопровождения караванов, получив такое согласование в феврале 1751 года.
10 ноября 1748 года совместно с сыном Григорием по разрешению Сената получил во владение землю на границе Сибирской и Оренбургской губерний. 20 сентября 1749 года Клеопины дополнительно получили в вечное наследственное владение земельный участок на Синарском озере и на обоих берегах Синары. 4 февраля 1753 года Никифор Герасимович приобрёл также большой участок земли между реками Синарой и Щербаковкой. Впоследствии на землях Клеопиных были основаны деревни Знаменская, Клеопино и Григорьева.
С начала 1750-х годов Клеопин способствовал развитию золотодобывающей промышленности на Урале. С его участием в 1751 году была запущена Уктусская, в 1753 году — Берёзовская золотопромывальные фабрики, причём последняя строилась по проекту Клеопина. Он предусмотрел первоочередное строительство пильной мельницы на два стана для заготовки древесины и угля, в то время как обычная практика того времени заключалась в строительстве сначала толчеи и промывальни. Также Клеопин приказал строить для работников золотопромывальных фабрик более комфортное жильё — мазанковое, в отличие от обычных срубов, строившихся для работников горных заводов.
В 1751—1753 годах по инициативе Клеопина в Екатеринбурге и в посёлках казённых уральских заводов проводилась реконструкция зданий с переносом на каменные фундаменты. В Екатеринбурге были перестроены Главный командирский дом, аптека и госпиталь.
В 1750 и 1757 годах под руководством Клеопина в Екатеринбурге работала Комиссия горных и заводских дел, в функции которой входил сбор информации о технических и технологических новшествах по казённым и частным заводам Урала для последующего внедрения наиболее прогрессивных технических и технологических решений. Эта структура, действовавшая до 1760 года, стала первым подобным органом в Российской империи. За годы руководства Клеопиным Уральской горной администрацией Екатеринбург стал центром горнозаводской промышленности не только Урала, но и Поволжья, Прикамья, Алтая, Забайкалья, а также Красноярского края.
В 1754 году из-за конфликтов с Клеопиным со службы в Екатеринбурге был в Москву отозван И. Н. Юдин.

#### Следствие по обвинениям шихтмейстера Санникова
В 1745—1750 годах Клеопин вновь находился под следствием из-за обвинений шихтмейстера Ф. Санникова в злоупотреблениях по службе. В частности, Санников утверждал, что Клеопин приказывал ему явиться на допрос в ночное время, а после отказа угрожал расправой. В числе прочего он обвинял Клеопина в умышленной задержке караванов 1743 и 1744 годов, низком качестве железа Гороблагодатских заводов в 1742 году, а также в низком качестве управления заводами. Жалобы дошли до Кабинета Её Императорского Величества, после чего в феврале 1745 года Берг-коллегия объявила о создании Екатеринбургской следственной комиссии, в которую вошли второй член Главного правления А. И. Порошин (председатель), управляющий Екатеринбургской конторы судных и земских дел Степан Неелов и начальник полиции Екатеринбурга Карл Брандт. 31 мая 1748 года Клеопин подал просьбу об отставке, ссылаясь на выработку стажа и состояние здоровья. В итоге в ходе следствия все обвинения против него были сняты в марте 1750 года, а в отставке было отказано.

### Последние годы
В 1755 году Клеопин уехал в Петербург, где под руководством сенатора П. И. Шувалова в качестве делегата от Берг-коллегии составлял раздел по горному законодательству для нового Свода законов Российской империи, не дошедший до утверждения. В ноябре 1755 года Клеопин вернулся в Екатеринбург, заняв пост второго члена Уральского горного правления под руководством А. Г. Щербинина.
Весну 1756 года Щербинин и Клеопин провели в разъездах по подведомственным заводам, а лето — в Екатеринбурге, готовясь к ожидавшимся волнениям на заводах Южного Урала. В ноябре того же года Щербинина хватил паралич с кровоизлиянием в мозг. В результате Клеопин вновь стал исполнять обязанности руководителя Уральской горной администрации. По приказу Петербургской монетной экспедиции Екатеринбургский монетный двор обязывался отчеканить 3 миллиона рублей копейками с расходом не более 1 пуда меди на 8 рублей. Для выполнения задачи Клеопин в ноябре — декабре 1756 года лично в течение месяца посещал фабрики. Для ускорения процесса чеканки монеты в Екатеринбурге Клеопин приказал передать функцию расковки медных штыков в монетные полоски на медеплавильные заводы.
В 1757 году между Клеопиным и Саввой Тихомировым, надзирателем Монетного двора от Военной коллегии, накалился конфликт из-за разных взглядов на управление чеканкой монеты. Жалобы двух руководителей друг на друга дошли до Петербурга, в результате в ноябре 1757 года по представлению И. А. Шлаттера Сенат принял решение о переводе Клеопина из Берг-коллегии в Экспедицию Нерчинских сереброплавильных заводов, учреждённую в 1756 году под руководством того же Шлаттера, а Тихомиров был отстранён от службы. В Сибири Клеопин по инструкциям Шлаттера занимался ревизией рудников и приисков, ведя подробные путевые журналы. В 1761 году Шлаттер, назначенный годом ранее Президентом Берг-коллегии, не стал поддерживать Клеопина в разбирательствах Сената по новым доносам Санникова и апелляциям Тихомирова. В результате осенью 1761 года Клеопина отправили в отставку в чине коллежского советника.
Летом 1762 года Клеопин вернулся в Екатеринбург, поселившись в прежнем командирском доме, который Григорий Никифорович перевёл на казённый счёт вновь созданной Экспедиции золотых производств, где он служил с мая 1758 года. В январе 1762 года Никифор Герасимович переехал в оренбургское поместье, а в августе того же года Григорий Никифорович также подал в отставку. В начале 1760-х годов появились косвенные обвинения Клеопина в части использования казённых ресурсов для строительства поместья, для расследования была создана секретная комиссия при сибирском губернаторе. С этого периода документальные данные о судьбе Клеопина практически отсутствуют. В 1767 году он вёл переписку с Берг-коллегией из села Урей Темниковского уезда. Последняя известная переписка Клеопина с Н. А. Демидовым датируется 1769 годом. Скончался ориентировочно после 1771 года.

## Семья
Никифор Герасимович был женат на Наталье Ивановне, происходившей из дворян Нижегородской губернии. Воспитал троих сыновей — Григория (1723 г. р.), Никифора (умер в 1743 году), Фёдора (1741 г. р.) — и дочь. Григорий и Фёдор пошли по стопам отца и стали горными инженерами.